# アンネの日記 (テレビドラマ)
『アンネの日記』（アンネのにっき、The Diary of Anne Frank）は、第二次世界大戦中、実在したユダヤ人少女アンネ・フランクが潜伏生活中に書き続け、今も世界中で読み継がれている「アンネの日記」をBBCがフランス2と共同で2007年にドラマをダーロウ・スミスソン・プロダクションに制作委託し、2009年に5夜連続でテレビ放映したもの。30分5回シリーズ。
アンネの日記の利用権が得られる事は稀だがBBCはダーロウ・スミスソン・プロダクションと共にアンネ・フランク基金と審査に臨み、同財団からアンネの意思を社会的・文化的に推進するものであるとして承認を得た。
米国PBSでは100分にカットされた版が2010年に、5回ではなく1晩で放送された。
日本での放送は、NHK教育テレビジョンにて2009年8月3日(月)から7日(金)の午後7時00分から7時30分 。再放送は5話連続放送で、教育テレビ 2009年9月19日(土)午後2時30分から5時00分。

## ストーリー
第二次世界大戦中の1942年、オランダ・アムステルダムに住むユダヤ人のフランク一家は、父オットー、母エーディト、姉マルゴーと13歳になったアンネの4人家族である。誕生日に家族から日記帳をプレゼントされたアンネは、その日からキティーと名づけた架空の友人に話すように日記をつけ始める。
折りしもナチス・ドイツ軍が占領するオランダではユダヤ人への迫害が日に日にエスカレートしており、16歳になったマルゴーにナチスから呼び出し状が届いたため、一家は急遽身を隠すことにした。スイスへ逃れたように見せかけ、従業員のミープなど数人の協力者以外には気づかれぬよう、父の営む食品会社の上階に造られた狭い隠れ家に身を潜めて暮らすのだ。
やがて同じユダヤ人のファン・ダーン家の3人や、歯科医のデュッセル氏も合流。アンネは、窮屈な生活に不満を抱きながらも、持ち前の明るさと辛辣な批判精神をもって毎日を日記に綴っていく。

## キャスト
- アンネ・フランク - エリー・ケンドリック（日本語吹き替え: 永田亮子）
- オットー・フランク - イアン・グレン（日本語吹き替え: 辻つとむ）
- マルゴー・フランク - フェリシティ・ジョーンズ（日本語吹き替え: 小橋知子）
- エーディト・フランク - タムジン・グレイグ（日本語吹き替え: 佐藤しのぶ）
- ミープ・ヒース - ケイト・アシュフィールド（日本語吹き替え: よのひかり）
- ペーター・ファン・ダーン - ジェフ・ブルトン（日本語吹き替え: 野島健児）
- ヘルマン・ファン・ダーン - ロン・クック（日本語吹き替え: 小島敏彦）
- ペトロネッラ・ファン・ダーン - レスリー・シャープ（日本語吹き替え: 寺内よりえ）

## スタッフ
- 製作総指揮： ジョン・スミッソン　John Smithson
- 演出： ジョン・ジョーンズ　Jon Jones
- 脚本： デボラ・モガー　Deborah Moggach
- 原作： アンネ・フランク　Anne Frank
- 音楽： チャーリー・モール　Charlie Mole